# Loweria callisarca
Loweria callisarca là một loài bướm đêm trong họ Geometridae.